# Alexandre Pedrós i Abelló
Alexandre Pedrós i Abelló (Barcelona, 30 de març de 1940- 2 de juny de 2010) fou un economista i polític català.

## Biografia
El 1965 es llicencià en economia, doctorant-se el 1972. Va fer una estada de postgrau a la London School of Economics and Political Science el 1964-1965. Des del 1976 va ser catedràtic d'economia aplicada a la Universitat de Barcelona.
El 1980 fou nomenat acadèmic numerari de la Reial Acadèmia de Ciències Econòmiques i Financeres. També ha estat president del Cercle Financer, membre de la Lliga Europea de Cooperació Econòmica, de la junta de govern del Col·legi d'Economistes de Barcelona (1969-77), formà part de la Comissió per a l'estudi d'un règim administratiu especial per a les províncies catalanes (1976-1977), del International Institute of Public Finances, de la National Tax Association i de la Intemational Seminar on Public Economies.
De 1973 a 1975 fou delegat dels Serveis d'Hisenda a l'Ajuntament de Barcelona, i de 1976 a 1980 fou delegat del Banc d'Espanya a Barcelona. El 1977 fou assessor fiscal de Foment del Treball Nacional. De 1996 a 2000 fou membre del Consell Econòmic i Social del Regne d'Espanya i el 1999 fou president de l'Institut de Crèdit Oficial.
A les eleccions al Parlament de Catalunya de 1980 fou elegit diputat per la circumscripció de Barcelona per Centristes de Catalunya-UCD, i de 1980 a 1984 fou membre de les Comissions Mixtes de Traspassos de Serveis Estat-Generalitat, membre de la Diputació Permanent i vicepresident de la Comissió d'Economia, Finances i Pressupost del Parlament de Catalunya. A les eleccions municipals espanyoles de 1983 fou escollit regidor de l'ajuntament de Barcelona per Aliança Popular. El 2004 fou nomenat membre de la Sindicatura de Comptes de Catalunya. L'últim càrrec seu dins la sindicatura fou la fiscalització dels comptes de les corporacions locals catalanes.
Va morir sobtadament a Barcelona el 2 de juny del 2010.

## Obres
- El crecimiento del sector publico como transito pacifico de sistema económico (1981)
- La finànciación de las autonomías en el caso español (1979)
- La Hacienda de la Generalidad de Cataluña (1983)
- El sistema financiero en Catalunya (1983)
- Guía del IVA: el Impuesto sobre el Valor Añadido, primer impuesto europeo (1985)
- Economía y fiscalidad de los municipios de España (1985), amb Amelia Díaz Alvarez
- Manual bàsic del sistema fiscal espanyol (2001)
- El Proyecto de Ley de reforma del impuesto sobre la renta de las personas físicas (2002), amb Luis Manuel Alonso González